# گروه آرتی‌ال

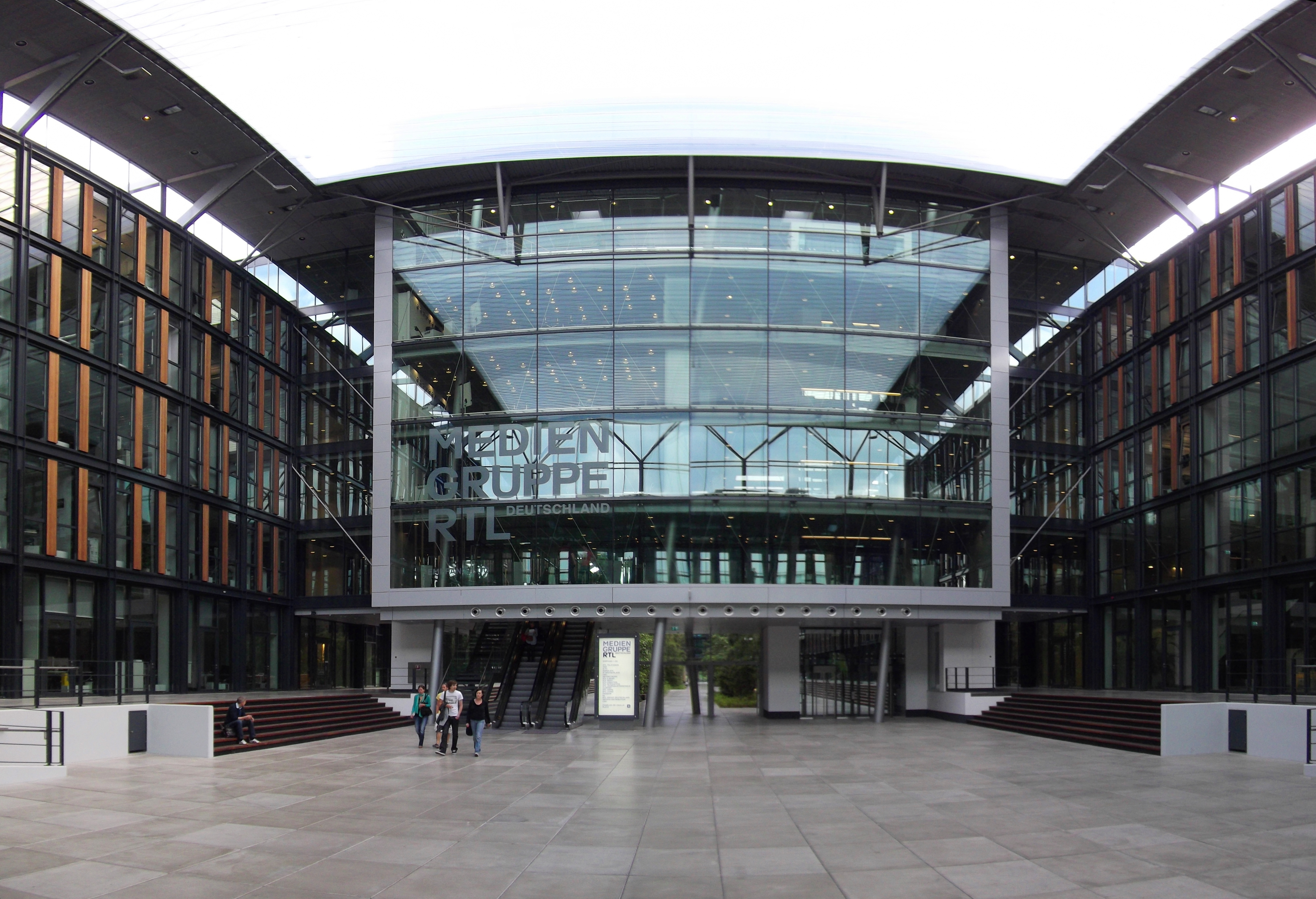
شعبه آرتی‌ال آلمان، در شهر کلن

گروه آرتی‌ال یا گروه اِرتِ‌ال (به آلمانی: RTL Group) شرکت رسانه‌های گروهی آلمانی مستقر در لوکزامبورگ است، که ۷۵٪ درصد از سهام آن، متعلق به شرکت رسانه‌ایِ برتلسمان می‌باشد.
گروه آرتی‌ال مالک ۵۴ شبکهٔ تلویزیونی و ۲۹ ایستگاه رادیویی در ۱۰ کشور جهان است. این شرکت در سال ۱۹۲۴ با یک ایستگاه رادیویی که از یک خانهٔ مسکونی در لوکزامبورگ مخابره می‌شد، فعالیت خود را آغاز نمود و امروزه گروه آرتی‌ال در کشورهای آلمان، فرانسه، بلژیک، هلند، لوکزامبورگ، اسپانیا، مجارستان، کرواسی، هند و روسیه دارای عملیات می‌باشد. این شرکت همچنین یکی از ۲۳ عضو تشکیل‌دهندهٔ اتحادیه پخش برنامه‌های اروپایی در سال ۱۹۵۰ است.